# Austin Daye
Pour les articles homonymes, voir Daye.
Austin Darren Daye, né le 5 juin 1988 à Irvine en Californie, est un joueur américain de basket-ball. Il évolue au poste d'ailier fort. Daye suit les traces de son père, Darren Daye, qui a joué 5 saisons en NBA.

## Carrière universitaire
Au cours de sa dernière année au lycée de Woodbridge, il affiche en moyenne 30,9 points, 12,4 rebonds et 5,4 contres par match.
Il joue ensuite deux saisons dans l'équipe universitaire des Bulldogs de Gonzaga.

## Carrière professionnelle

### Pistons de Détroit (2009-janvier 2013)
Il se présente à la draft 2009 de la NBA et est sélectionné en 15e position par les Pistons de Détroit.

#### Khimki Moscou (septembre-octobre 2011)
Il a joué deux mois avec le Khimki Moscou en Russie pendant le lock-out NBA de 2011 NBA.

### Grizzlies de Memphis (janvier 2013-2013)
Le 30 janvier 2013, Daye et Tayshaun Prince ont été échangés aux Grizzlies de Memphis en échange de José Calderón, dans le cadre d'un échange à trois équipes avec notamment l'arrivée de Rudy Gay aux Raptors de Toronto.

### Raptors de Toronto (2013-février 2014)
En juillet 2013, il signe aux Raptors de Toronto.

### Spurs de San Antonio (février 2014-janvier 2015)
Le 20 février 2014, il est envoyé aux Spurs de San Antonio en échange de Nando de Colo.
En janvier 2015, il est coupé par les Spurs pour laisser une place dans l'effectif à JaMychal Green.

### Hawks d'Atlanta (mars-juillet 2015)
Le 15 mars 2015, il signe un contrat de dix jours aux Hawks d'Atlanta. Le 25 mars, il signe un second contrat de dix jours. Le 4 avril, il signe avec les Hawks pour le reste de la saison.
Le 9 juillet 2015, il est libéré par les Hawks.

## Records sur une rencontre en NBA
Les records personnels d'Austin Daye, officiellement recensés par la NBA sont les suivants :
| Type de statistique        | Saison régulière | Saison régulière                              | Saison régulière                  | Playoffs | Playoffs                  | Playoffs      |
| Type de statistique        | Record           | Adversaire                                    | Date                              | Record   | Adversaire                | Date          |
| -------------------------- | ---------------- | --------------------------------------------- | --------------------------------- | -------- | ------------------------- | ------------- |
| Points                     | 28               | Heat de Miami                                 | 25 janvier 2012                   | 4        | @ Spurs de San Antonio    | 19 mai 2013   |
| Paniers marqués            | 10               | Heat de Miami                                 | 25 janvier 2012                   | 2        | @ Spurs de San Antonio    | 19 mai 2013   |
| Paniers tentés             | 18               | Timberwolves du Minnesota Heat de Miami       | 2 mars 2011 25 janvier 2012       | 5        | @ Spurs de San Antonio    | 19 mai 2013   |
| Paniers à 3 points réussis | 6                | Sixers de Philadelphie                        | 24 mars 2014                      |          |                           |               |
| Paniers à 3 points tentés  | 10               | Sixers de Philadelphie                        | 24 mars 2014                      | 1        | @ Spurs de San Antonio    | 19 mai 2013   |
| Lancers francs réussis     | 6                | 3 fois                                        |                                   | 1        | @ Thunder d'Oklahoma City | 5 mai 2013    |
| Lancers francs tentés      | 8                | @ Magic d'Orlando                             | 24 janvier 2011                   | 1        | @ Thunder d'Oklahoma City | 5 mai 2013    |
| Rebonds offensifs          | 3                | 10 fois                                       |                                   |          |                           |               |
| Rebonds défensifs          | 11               | @ Timberwolves du Minnesota                   | 21 novembre 2014                  | 1        | 2 fois                    |               |
| Rebonds totaux             | 11               | @ Hawks d'Atlanta @ Timberwolves du Minnesota | 26 décembre 2012 21 novembre 2014 | 1        | 2 fois                    |               |
| Passes décisives           | 5                | @ Sixers de Philadelphie                      | 13 avril 2011                     |          |                           |               |
| Interceptions              | 3                | 5 fois                                        |                                   |          |                           |               |
| Contres                    | 3                | 3 fois                                        |                                   | 1        | @ Clippers de Los Angeles | 20 avril 2013 |
| Balles perdues             | 5                | @ Celtics de Boston                           | 15 mars 2010                      | 1        | @ Spurs de San Antonio    | 19 mai 2013   |
| Minutes jouées             | 44               | Hawks d'Atlanta                               | 7 avril 2010                      | 9        | @ Spurs de San Antonio    | 19 mai 2013   |

- Double-double : 3 (au 14/01/2015)
- Triple-double : aucun.

## Palmarès
- Champion NBA : 2014
- WCC All-Freshman Team (2008)
- Champion d'Italie 2018-2019
- Vainqueur de la Coupe d'Italie 2020
- MVP de la Coupe d'Italie 2020